# Beatriz Gutiérrez Müller
Beatriz Gutiérrez Müller (Cidade de México, 13 de janeiro de 1969) é uma escritora, jornalista, pesquisadora e esposa do presidente do México, Andrés Manuel López Obrador, sendo primeira-dama do seu país de 2018 a 2024, tendo rejeitado tal título por ser um "papel sem funções ou responsabilidades concretas".

## Trajetória
Nasceu na Cidade do México, filha do mexicano Juan Gutiérrez Canet e Nora Beatriz Müller Bentjerodt, chilena de ascendência alemã. Ela se formou em comunicação pela Universidade Ibero-Americana de Puebla em 1998, com uma tese sobre a regulamentação do uso de a mídia nas leis eleitorais federais e possui mestrado em literatura latino-americana da mesma universidade de 2002, realizando o trabalho sobre a arte da memória na verdadeira história da conquista da Nova Espanha. Ela também é doutora em teoria literária pela Universidade Autónoma Metropolitana.
Após a formatura, trabalhou como jornalista na El Universal enquanto morava em Puebla.
Entre 2001 e 2002, ela foi Diretora de Difusão no Governo da Cidade do México, enquanto Andrés Manuel López Obrador estava no comando como Chefe de Governo da Cidade do México, quando eles se conheceram. Em 2006 eles se casaram.
Ele foi jornalista, lecionou em diferentes universidades e publicou vários livros quase sempre sobre temas históricos ou filosóficos. Seu primeiro romance foi publicado em 2011, Vida Longa ao Sol (Planeta).
Atualmente é pesquisadora nacional do Conselho Nacional de Ciência e Tecnologia. Em dezembro de 2019, ela foi credenciada como pesquisadora em tempo integral A no Instituto de Ciências Sociais e Humanas da Benemérita Universidade Autónoma de Puebla.

## Primeira-dama do México

### Rejeição ao título
Beatriz anunciou que não seria a primeira-dama e praticaria a abolição desta figura do protocolo sem funções ou responsabilidades específicas. Tradicionalmente, a primeira-dama preside o Sistema Nacional de Desenvolvimento Integral da Família, que não dependerá mais da Presidência e dependerá do Ministério da Saúde do governo federal. “Temos que começar a pensar e agir de maneira diferente; vamos pôr um fim à ideia da primeira-dama, porque no México não queremos que haja mulheres de primeira ou segunda classe ”, disse ele em um ato eleitoral. Ele disse que quer "servir o México em tudo o que pode", mas que sua prioridade é permanecer como professor universitário, pesquisador e escritor. É a primeira vez que a esposa de um presidente do México tem um doutorado.

## Publicações
- (1999), Archivo vivo: «Las lluvias de octubre de 1999 en la Sierra Norte de Puebla», BUAP-INAH-La Radiante (CD).
- (2012), «La tierra prometida», Elementos, UAP, No. 85, Vol. 19, Janeiro-Março de 2012. ISSN 0187-9073.
- (2013), «El diablo en los textos de la Conquista», Elementos, Universidad Autónoma de Puebla, Vol. 20, No. 91, Julho-Setembro, pp. 25-31. ISSN 0187-9073.
- (2013), «Exégesis bíblica del Libro de Job en Gallo, Luis de León y Quevedo», dictaminado el 9 de octubre de 2013. Atalanta. Revista de las Letras Barrocas, Universidad de Sevilla, España, Vol. 1, No 2, Julho-Dezembro, pp. 5-30. ISSN 2340-1176.
- (2014), «Panegírico a Cortés, no exento de raspones a costa de Bernal Díaz del Castillo, en la Historia de Solís». Publicado 10-07/2014, Castilla. Estudios de Literatura, 5, Universidad de Valladolid, Espanha, pp. 414-443. ISSN 1989-7383.
- (2014), «Exemplum in contrarium y enumeratio de las Lamentaciones de Jerónimo Gracián de la Madre de Dios», Signos Literarios, Vol. X, No. 20 (2014), pp. 126-156. ISSN 1665-1316.
- (2014), «“Desde mis ojos están mirando los ojos del otro”. Ética trinitaria en Bajtín», Intersticios, UIC, ano 19, 41, Julho-Dezembro de 2014, pp. 91-106. ISSN 1665-7551.
- (2015), «Las tablas, breves diccionarios morales en la edición de obras del XVII», Janus, 4, 2015, pp. 37-57. ISBN 2254-7290.
- (2015) «“Diálogo oculto” en Inmortalidad del alma, de Francisco de Quevedo», Dialogía. Revista de literatura, lingüística y cultura, Vol. 9, pp. 137-165. (ISSN 1819-365X). Universidad Nacional de San Cristóbal de Huamanga, Ayacucho, Perú.
- (2016) «Facebook e internet: ¿para qué lo usan los musulmanes en México?», Trayectorias. Revista de Ciencias Sociales, Ano 18, Janeiro-Junho, No. 42, pp. 28-58. ISSN 2007-1205.
- (2016) «Cortés y la apología de sí mismo: el epílogo de la Quinta Relación», en Retórica aplicada a la literatura medieval y de los siglos XVI y XVII, ed. de Lillian von der Walde Moheno, México, Destiempos, pp. 397-422. ISBN 978-607-9130-39-8.
- (2017) «A palavra religiosa como uma variante da ‘palavra autoritária’ en Bakhtin», Bakhtiniana. Revista de Estudos do Discurso, Vol. 12, No. 1, pp. 91-112. Recebido: 28-03-2016, Aprovado: 04-11-2016. ISNN: 2176-4573.
- (2017) «Religious Word as a Variant of Authorithative Word’ in Bakthin», Bakhtiniana. Revista de Estudos do Discurso, Vol. 12, No. 1, pp. 91-112. Recebido: 28-03-2016, Aprovado: 04-11-2016. ISNN: 2176-4573.
- (2017) «La palabra religiosa como una variante de la ‘palabra autoritaria’, en Bajtín», Bakhtiniana. Revista de Estudos do Discurso, Vol. 12, No. 1, pp. 91-109. Recebido: 28-03-2016, Aprovado: 04-11-2016. ISNN: 2176-4573.
- (2017) «Católicos, liberales, antirreleccionistas, independientes, subvencionados… El periodismo como género demostrativo a principios del siglo XX», Con-temporánea. Toda la historia en el presente. Vol. IV, No. 7, Janeiro-Junho de 2017, pp. 1-13. ISSN 2007-9605.
- (2017) «Madero, ¿un santo? Hagiografía espírita liberal en un escrito de Rogelio Fernández Güell, de 1911». Revista Estudios Universidad de Costa Rica (ISSN: 1659-3316) No. 35 diciembre de 2017-mayo 2018, pp. 131-154. https://revistas.ucr.ac.cr/index.php/estudios/article/view/31595/31186
- (2017) «Morir sin laureles: Enrique Bordes Mangel, revolucionario maderista», Historias, 98, septiembre-diciembre ISSN: 0187-6686, recibido 23 abril 2017, dictaminado 18 julio 2017, pp. 102-113 ) «“Quiso Dios” o “acordé y me determiné”: voluntad divina o libre albedrío de Cortés en la Segunda relación». Revista de Literatura, ILLA-CSIC Vol. LXXIX, No. 157, pp. 17-39. ISSN 0034-849X.
- (2017) “El mapa del pecado”. Reseña a Gabriela Pulido Llano, El ‘mapa rojo’ del pecado. Miedo y vida nocturna en la Ciudad de México (1940-1950), México, INAH, 2016, 376 p. en Antropología. Revista Interdisciplinaria del INAH, Nueva Época, Año 1, No. 3, julio-diciembre, pp. 110-112.
- (2017) «Un cercano amigo de Francisco I. Madero», en Temas de nuestra América. Revista de Estudios Latinoamericanos, No. Extraordinario «Exilio y presencia: Costa Rica y México en el siglo XX», coord. Mario Oliva Medina y Laura Beatriz Moreno Rodríguez, EUNA/Cátedra del Exilio/Universidad Nacional de Costa Rica, 2017. ISSN 0259-2339, pp. 77-104.
- (2017) «El (lícito) engaño literario de Alfonso Taracena» en La imagen cruenta: centenario de la Decena Trágica, Rebeca Monroy Nasr y Samuel Villela, coords., México, INAH, pp. 265-282. ISBN 978-607-484-940-0.
- (2017) «Solón Argüello, el decadentista profético», en Solón Argüello, Antología poética de Solón Argüello, ed., introducción y recopilación de Beatriz Gutiérrez Mueller, Puebla/Ciudad de México, BUAP/ICSyH/Ediciones Del Lirio, 2017, pp. 11-56. ISBN BUAP: 978-607-525-314-5 ISBN EDL: 978-607-8446-90-2.
- (2017) «Retratos de una tragedia», en Rogelio Fernández Güell, Episodios de la revolución mexicana, [San José, Imp. Alsina, 1915], edición y estudio preliminar de Beatriz Gutiérrez Mueller, Puebla/México, BUAP/Ed. del Lirio, ISBN BUAP: 978-607-525-436-4 ISBN EDL: 978-607-8569-07-6 pp. 11-50.
- (2018), “Rodulfo Figueroa, el romántico chiapaneco”, en Rodulfo Figueroa, Poesías. Facsímil del manuscrito 1889-1898, ed. de Beatriz Gutiérrez Mueller, México/Tuxtla Gutiérrez, MAPorrúa/Coeculta-Chiapas, ISBN: 978-607-524-203-3, pp. 7-30.   (2018) “La lucha de la ‘provincia’ contra el ‘centro’. El caso de Tepic Literario (1907-1908) del nicaragüense Solón Argüello”, en Tepic Literario. Revista Mensual de Literatura, Variedades y Anuncios (1907), estudio y edición facsimilar de Beatriz Gutiérrez Mueller, México/Tepic/Puebla, Ediciones del Lirio, Universidad Autónoma de Nayarit, Benemérita Universidad Autónoma de Puebla, pp. 13-60. ISBN BUAP: 978-607-525-519-4; ISBN EDL: 978-607-8569-42-7; ISBN UAM: 978-607-28-1422-6; ISBN UAN 978-607-848215-3.
- (2019) «Matías Oviedo Pastor, un hondureño en el maderismo y su larga vinculación con México». Signos históricos, Universidad Autónoma Metropolitana Iztapalapa, Vol.21, No. 41, enero-junio, pp. 68-95, ISSN: 1665-4420.
- Larga vida al sol (2011) Editorial Planeta
- Viejo siglo nuevo (2012) Planeta
- Leyendas y cantos (2018) Universidad Autónoma de Nuevo León
- (2016) Dos revolucionarios a la sombra de Madero. La historia de Solón Argüello Escobar y Rogelio Fernández Güell, México, Ariel. ISBN: 978-607-747-269-8.
- (2018) La “memoria artificial” en la Historia verdadera de la conquista de la Nueva España, de Bernal Díaz del Castillo, Puebla/México/Guadalajara: BUAP/Universidad Iberoamericana-Puebla/Universidad Iberoamericana-Ciudad de México/ ITESO. ISBN: UIA Puebla 978-607-8587-03-2; BUAP: 978-607-525-509-5; UIA Ciudad de México 978-607-417-524-0; ITESO 978-607-8528-98-1.